# يهودا بين-مائير
يهودا بين-مائير هو عالم نفس وأستاذ جامعي ومؤلف ومحامي وسياسي إسرائيلي، ولد في 27 يوليو 1939 في نيويورك في الولايات المتحدة. نشط حزبياً في مفدال. وقد انتخب عضو الكنيست ‏ (4 أبريل 1971 – 13 أغسطس 1984) وانتخب نائب وزير الخارجية ‏ (11 أغسطس 1981 – 13 سبتمبر 1984).